# Carlentini
Carlentini (Carruntini in siciliano) è un comune italiano di 16 920 abitanti del libero consorzio comunale di Siracusa in Sicilia.
Cittadina situata sul Colle Meta Grande, confinante con Lentini, a ridosso della Piana di Catania, in vicinanza del Lago di Lentini e alle pendici del Monte Pancali e dei Monti Iblei.
È rinomata per la produzione dell'Arancia Rossa di Sicilia insieme alle città di Lentini e Francofonte.

## Geografia fisica

### Territorio
Carlentini si trova a nord-ovest da Siracusa e dista 52 chilometri da essa.
Il territorio intorno alla città è prettamente collinare, a nord-est comprende una porzione della Piana di Catania fino al Villaggio Gabbiano Azzurro.
A sud-ovest è presente la zona montana comprendente l’abitato di Pedagaggi, il Borgo Angelo Rizza, il Monte Pancali, il Monte Carrubba e il Monte Santa Venere.

## Origini del nome
Il nome della città si lega alla vicinanza col comune di Lentini. Il viceré Giovanni De Vega nel 1551, per ordine di Carlo V, fondò una città nuova in onore dell'imperatore Carlo V, con decreto imperiale in Madrid il 31 agosto 1551 perché fosse la "Lentini di Carlo"; da ciò Carlentini. "Cesarea et inexpugnabilis" motto della città riportato nel gonfalone di città autorizzato con decreto del Presidente della Repubblica, nelle insegne di città e non comune, secondo le norme vigenti del Cerimoniale di Stato.
(Jean-Pierre Houël)

## Storia
Durante lo Sbarco in Sicilia nel 1943 i cittadini si nascosero nella Chiesa Santa Madre e altri nelle grotte locali, molti invece cercarono di resistere agli alleati aprendo il fuoco a Borgo Rizza.
Il 13 dicembre 1990 il paese fu epicentro di un grave sisma che provocò in tutto diciassette morti e migliaia di sfollati tra Carlentini e Augusta.

### Simboli
Lo stemma e il gonfalone della città di Carlentini sono stati concessi con decreto del presidente della Repubblica del 17 giugno 2009.
Il gonfalone è un drappo di giallo con la bordatura di azzurro.

## Monumenti e luoghi d'interesse

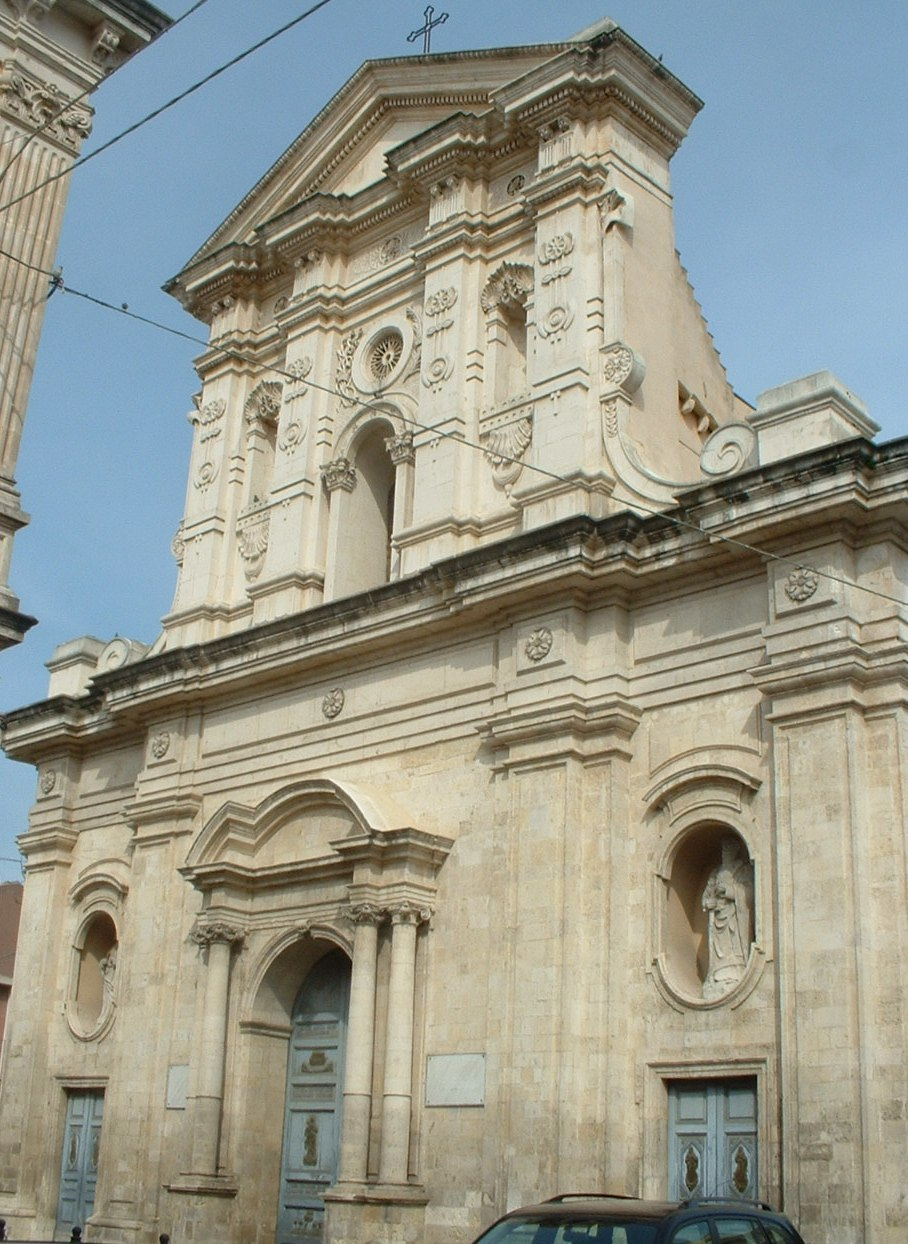
Parrocchia Arcipretura Immacolata Concezione

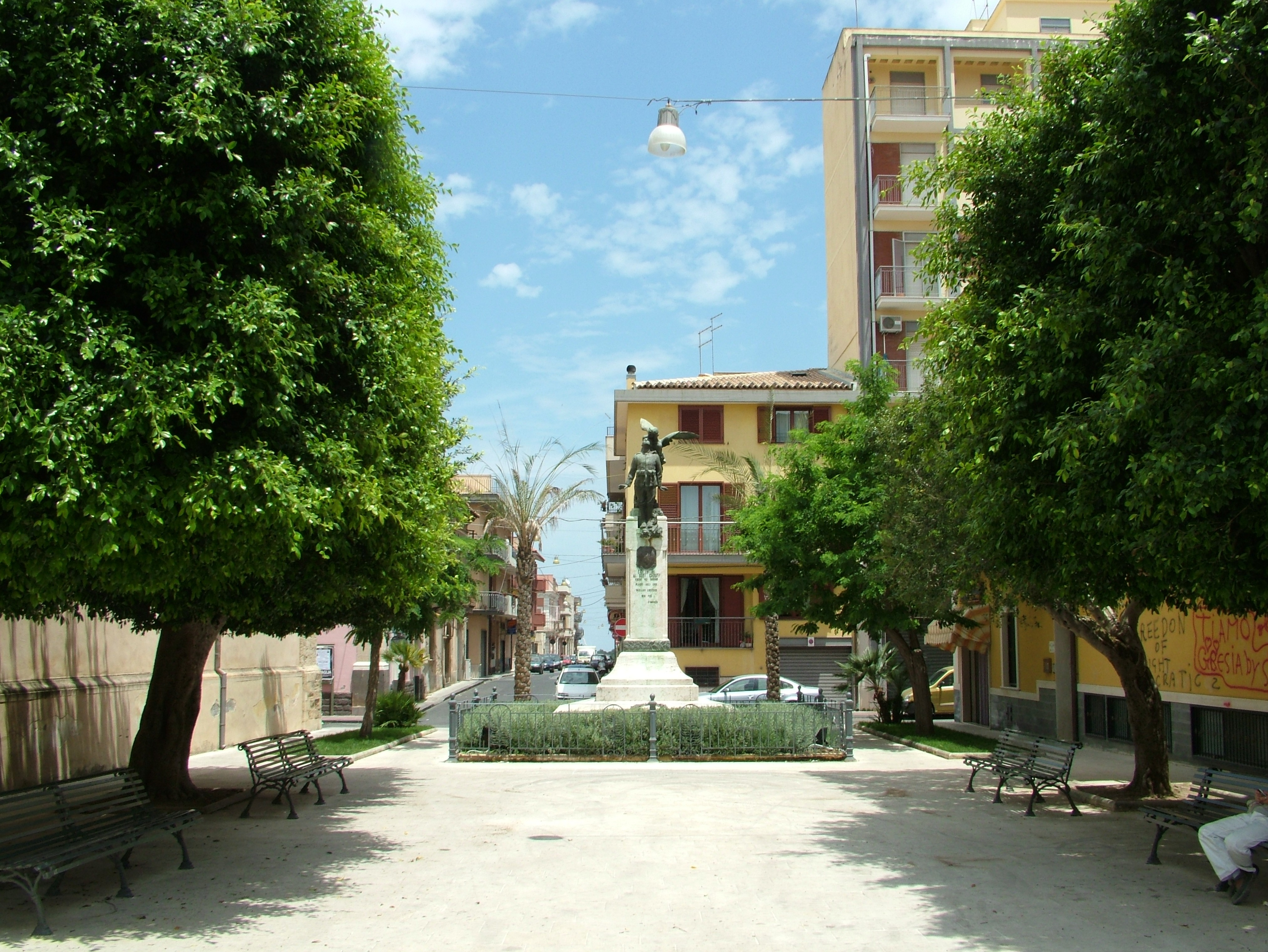
Monumento ai Caduti

### Architetture religiose
- Parrocchia Arcipretura Immacolata Concezione (Chiesa Madre)
- Chiesa Santa Maria degli Angeli
- Parrocchia Cuore Immacolato di Maria e Sant'Anna
- Chiesa di San Sebastiano
- Parrocchia Santa Tecla (Santuzzi)
- Parrocchia Maria Santissima della Stella (Pedagaggi)
- Chiesa della Madonna delle Grazie
- Chiesa di Roccadia
- Chiesa rupestre del Crocifisso

## Società

### Evoluzione demografica
Abitanti censiti

### Etnie e minoranze straniere
Al 31 dicembre 2022 vi erano 250 residenti stranieri, pari all'1,46% della popolazione.

## Economia
Produzione agrumicola e ortofrutticola di vari tipi, tra cui l'arancia rossa e i limoni; infatti la città costituisce uno dei tre centri urbani del cosiddetto triangolo delle arance rosse di Sicilia, insieme alla città di Lentini e al comune di Francofonte. Altra coltura arborea presente nel territorio carlentinese è l'ulivo.

## Amministrazione
Di seguito è presentata una tabella relativa alle amministrazioni che si sono succedute in questo comune.
| Periodo          | Periodo          | Primo cittadino       | Partito                                       | Carica      | Note  |
| ---------------- | ---------------- | --------------------- | --------------------------------------------- | ----------- | ----- |
| 16 gennaio 1989  | 23 luglio 1990   | Giuseppe Favara       | Partito Socialista Italiano                   | Sindaco     | [ 8 ] |
| 23 luglio 1990   | 27 luglio 1993   | Gaetano Failla        | Partito Socialista Italiano                   | Sindaco     | [ 8 ] |
| 23 novembre 1990 | 20 dicembre 1990 | Girolamo Di Benedetto |                                               | Comm. pref. | [ 8 ] |
| 24 dicembre 1990 | 6 maggio 1992    | Rosario Iapichello    | Democrazia Cristiana                          | Sindaco     | [ 8 ] |
| 22 novembre 1993 | 15 dicembre 1997 | Sergio Monaco         | Partito Democratico della Sinistra            | Sindaco     | [ 8 ] |
| 15 dicembre 1997 | 1º maggio 2000   | Giovanni Liuzzo       | centro-sinistra                               | Sindaco     | [ 8 ] |
| 15 dicembre 1999 | 1º maggio 2000   | Leonardo Pipitone     |                                               | Comm. pref. | [ 8 ] |
| 1º maggio 2000   | 17 maggio 2005   | Mario Battaglia       | centro-sinistra                               | Sindaco     | [ 8 ] |
| 17 maggio 2005   | 31 luglio 2007   | Sergio Monaco         | centro-sinistra                               | Sindaco     | [ 8 ] |
| 17 giugno 2008   | 12 giugno 2013   | Giuseppe Basso        | Il Popolo della Libertà - Partito Democratico | Sindaco     | [ 8 ] |
| 12 giugno 2013   | giugno 2018      | Giuseppe Basso        | Partito Democratico                           | Sindaco     | [ 8 ] |
| 12 maggio 2018   | 29 maggio 2023   | Giuseppe Stefio       | lista civica                                  | Sindaco     |       |
| 29 maggio 2023   | in carica        | Giuseppe Stefio       | PD e Movimento 5 stelle                       | Sindaco     |       |

## Sport
Ha sede nel comune la società di calcio  S.P. Carlentini che milita nel campionato di Seconda Categoria, l’Atletico Carlentini e il Pedagaggi di Terza Categoria.
Il Gruppo Polisportivo Carlentini, nato negli anni 1970, si dedica alla pallavolo.